# Johannes Daniël van Lennep
Johannes Daniël van Lennep (auch: Johann Daniel van Lennep; * 18. November 1724 in Leeuwarden; † 6. Februar 1771 in Burscheid) war ein niederländischer Klassischer Philologe.

## Leben
Johannes Vater hieß Theodor Van Lennep und war Major des friesisch nassauischen Regiments in Leeuwarden und seine Mutter hieß Sibilla Maria Louisa Hoefman. Seit 1732 hatte er die Lateinschule seiner Geburtsstadt besucht und wurde am 12. September 1742 Student an der Universität Franeker. Hier wurden vor allem Lodewijk Caspar Valckenaer (1715–1785) sein prägender Lehrer. Um die Vorlesungen von Tiberius Hemsterhuis zu besuchen, wechselte er am 19. September 1747 an die Universität Leiden. In jener Zeit erschien sein erstes Werk Coluthi Raptus Helenae. Rec. ad fidem codicum Mss. ac varr. lectt. et nott. adi. J.D.v.L., Acc. eiusdem Animadv. libri tres etc. (Leeuwarden 1747).
1752 wurde er als Professor der griechischen und lateinischen Sprache an die Universität Groningen berufen, welchen Posten er am 12. September  mit der Rede de Linguarum Analogia ex analogicis mentis actionibus probata (Groningen 1752) antrat. Van Lennep hatte sich auch an den organisatorischen Aufgaben der Hochschule beteiligt und war 1762 Rektor der Alma Mater gewesen, welches Amt er am 3. September 1763 mit der Rede de Altitudine dictionis sacrae Novi Testamenti ad excelsam Longini disciplinam exacta (Groningen 1763) niederlegte.
Am 31. August 1767 wurde er als Nachfolger des Gijsbertus Koen (1736–1767) für ein Salär von 1600 Gulden Professor der griechischen Sprache an der Universität Franeker. Aber kaum hatte er seine Vorlesungen dort begonnen, erlitt er eine Lähmung. Um sich gesundheitlich zu Erholen beschloss er eine Reise zu den Bädern in die Nähe von Aachen zu unternehmen. Er erholte sich zwar wieder, jedoch auf einer im Sommer 1770 unternommen Reise verstarb er. Sein einstiger Schüler Everard Scheidius, veröffentlichte nach seinem Tod eine Vielzahl seiner angefangenen Werke.

## Veröffentlichungen
- Coluthi raptus Helenae, gracè et latinè cum notis Variorum. Accedunt eiusdem Animadversionum Libri tres, tum in Coluthum, tum in nonnullos alios Auctores. Leeuwarden 1747
- Oratio de Linguarum Analogia, ex analogicis mentis actionibus probata. Groningen 1752
- Oratio de altitudine dictionis Sacrae Novi Testamenti, ad excelsam Longini disciplinam exacta. Groningen 1763
- Phalaridis Epistolae, quas latinas fecit, et interpositis Caroli Boyle notis, commentario illustravit Joannes Daniel a Lennep, mortuo Lennepio, finem operi imposuit, praefationem et adnotationes fixit L. C. Valckenaer. Groningen 1777
- Duobus codicibus, quorum posterior continet Richardi Bentleii Dissertationem de Phalaridis, Themistoclis, Socratis, Èuripidis, aliorumque Epistolis de Fabulis Aesopi, nec non eiusdem Bentleii Responsionem, qua Distationem de Epistolis Phalaridis vindicavit a censura Caroli Boyle, ex anglico in latinum sermonem conversam a Lennepio. Groningen 1777
- J. D. a Lennep in Analogiam Linguae Graecae, cui praemissa eiusdem viri docti oratio de Linguarum Analogia, sine anno. Utrecht 1778
- Etymologicum Linguae Graecae sive observationes ad singulas verborum nominumque stirpes, secundum ordinem Lexici, compilati olim a Joanne Scapula. Editionem curavit, atque animadversiones cum aliorum, tum suas adjeeit, Everardus Scheidius, cuius praemissa sunt quoque prolegomena de lingua latina, ope linguae Graecae illustranda, adjectusque est Index Etymologicus Praecipuarum Vocum Latinarum. Utrecht 1790. 2. Ausgabe Editio altera, auctior et emendatior cum praefatione C. F. Nagel, Utrecht, Leiden 1808
- L. C. Valckenaerii Observat. academ. et Jo. Dan. a Lennep Praelectiones academ. de analog. ling. Graecae ud ex. Mss. rec. Ev. Scheidius. Utrecht 1790

## Weblink
- Literatur über Joh. D. van Lennep in der Digitalen Bibliothek der Niederlande (DBNL)

| Personendaten    | Personendaten                 |
| ---------------- | ----------------------------- |
| NAME             | Lennep, Johannes Daniël van   |
| ALTERNATIVNAMEN  | Lennep, Johann Daniel van     |
| KURZBESCHREIBUNG | niederländischer Altphilologe |
| GEBURTSDATUM     | 18. November 1724             |
| GEBURTSORT       | Leeuwarden                    |
| STERBEDATUM      | 6. Februar 1771               |
| STERBEORT        | Burscheid                     |